# Jan Morávek
Jan Morávek (Praga, República Checa, 1 de noviembre de 1989) es un futbolista checo que juega de centrocampista.

## Selección nacional
Ha sido internacional con la selección de fútbol de la República Checa, ha jugado 3 partidos internacionales.

### Participaciones en Copas del Mundo
| Mundial                               | Sede   | Resultado        |
| ------------------------------------- | ------ | ---------------- |
| Copa Mundial de Fútbol Sub-20 de 2009 | Egipto | Octavos de final |

## Clubes
| Club                             | País            | Año       |
| -------------------------------- | --------------- | --------- |
| Bohemians 1905                   | República Checa | 2007-2009 |
| F. C. Schalke 04                 | Alemania        | 2009-2012 |
| 1. F. C. Kaiserslautern (cedido) | Alemania        | 2010-2011 |
| F. C. Augsburgo                  | Alemania        | 2012-2022 |
| Bohemians 1905                   | República Checa | 2022-2023 |

## Palmarés

### Campeonatos nacionales
| Título                | Club             | País     | Año  |
| --------------------- | ---------------- | -------- | ---- |
| Supercopa de Alemania | F. C. Schalke 04 | Alemania | 2011 |